# Bissersheim
Bissersheim est une municipalité allemande située dans le land de Rhénanie-Palatinat et l'arrondissement de Bad Dürkheim.

## Personnalités liées à la ville
- Abraham Kuhn (1838-1900), médecin né à Bissersheim.